# سكوت ماكونيل
سكوت ماكونيل (بالإنجليزية: Scott McConnell)‏ هو صحفي أمريكي، ولد في 1952.